# Bournois
Bournois é uma comuna francesa na região administrativa de Borgonha-Franco-Condado, no departamento de Doubs. Estende-se por uma área de 10,48 km². Em 2010 a comuna tinha 191 habitantes (densidade: 18,2 hab./km²).